# Мьорум
Мьорум (на шведски: Mörrum) е град в Южна Швеция, лен Блекинге, община Карлсхамн. Разположен е около река Мьорумсон на 2 km от нейното устие в Балтийско море. Намира се на около 400 km на югозапад от столицата Стокхолм и на 2 km на запад от Карлсхамн. Има жп гара. Населението на града е 3998 жители, по приблизителна оценка от декември 2017 г.